# Apostolska nunciatura v Antigvi in Barbudi
Apostolska nunciatura v Antigvi in Barbudi je diplomatsko prestavništvo (veleposlaništvo) Svetega sedeža v Antigvi in Barbudi.
Trenutni apostolski nuncij je Fortunatus Nwachukwu.

## Seznam apostolskih nuncijev
- Manuel Monteiro de Castro (25. april 1987 - 21. avgust 1990)
- Eugenio Sbarbaro (7. februar 1991 - 26. april 2000)
- Emil Paul Tscherrig (20. januar 2001 - 22. maj 2004)
- Thomas Edward Gullickson (15. december 2004 - 21. maj 2011)
- Nicolas Girasoli (29. oktober 2011 - 16. junij 2017)
- Fortunatus Nwachukwu (4. november 2017 - danes)